# 內山小二郎
内山小二郎（1859年11月14日－ 1945年2月14日）是一名旧日本帝國陸軍军人和华族。服役期间，内山小二郎历任侍从武官长、第十二师团师团长、东京湾要塞司令官等职。他的最终军阶是陆军大将，最终阶级和勋位正二位勋一等功二级男爵。

## 生平

### 早年生涯
1859年（安政6年）10月20日，内山小二郎作为鸟取藩家臣内山角治的次子出生。1875年（明治8年）6月，16岁不到的内山小二郎进入陆军幼年学校学习。两年后的1877年（明治10年）5月，内山考入陆军士官学校。在经过了三年的学习之后，1879年（明治12年）12月22日内山小二郎作为旧制陆军士官第三期的一员正式从军校校毕业。

### 初入军旅
从陆士毕业后，内山小二郎获授陆军炮兵少尉的军衔，于近卫野炮大队任职。1883年（明治16年）2月28日，他晋升为陆军炮兵中尉。作为初级军官的他积极投考进修机会，并终于于1886年（明治19年）1月19日进入陆军大学校进修。同年6月1日，在陆大学习的内山晋升上尉军衔。最终在1888年（明治21年）11月，以首席之成绩从陆军大学第四期毕业，并被任命为野炮兵第一联队中队长。
1889年（明治22年）12月4日，内山小二郎前往第六师团担任参谋 。1891年（明治24年）9月16日，内山调任任野炮兵第四联队大队长，并晋升少佐。1893年（明治26年）2月18日，内山被调往第一师团师担任参谋。
1894年（明治27年）10月，中日甲午战争爆发。内山随军参战，并在同年12月5日于阵中升任中佐更在1895（明治28年）年2月27日，署理第一师团参谋长。

### 派驻国外与日俄战争
1895年5月，内山小二郎奉召回国，并于同年12月12日前往驻俄罗斯公使馆担任武官。于派驻旗舰店1897年（明治30年）10月11日，内山晋升大佐。12月10日，内山受命前往法国，接任日本驻法公使馆武官一职。
1901年（明治34年）1月15日，内山终于回国重拾本行，赴任野炮兵第15联队担任联队长一职。同年6月26日，内山晋升少将并升任野炮兵第一旅团旅团长。
1904年（明治37年）4月，日俄战争爆发。内山小二郎率队参战。1905年（明治38年）1月14日，任鸭绿江军参谋长。担任此职一年多后，1906年（明治39年）1月30日，内山奉调回国，于参谋本部短暂供职，然后在随后的2月8日，再次赴俄罗斯担任驻俄使馆武官。

### 高级将领与跻身华族
1907年（明治40年）11月13日，内山小二郎升任陆军中将，出任由良要塞司令官。一年后的1908年（明治41年）12月21日，内山转任东京湾要塞继续担任司令官。不久后的1909年（明治42年）1月14日，内山出任第十五师团师团长，并于1912年（大正元年）11月27日，转任第十二师团师团长。
奉大正天皇之命，1913年（大正2年）8月22日，内山出任侍从武官长，并在随后的1915年（大正4年）8月10日升任陆军大将。
1922年（大正10年）11月26日，内山小二郎因叙甲午战争、日俄战争、第一次世界大战中立下的战功，被授予男爵爵位，跻身华族之列。

### 离职与离世
1923年（大正11年）11月24日，年事已高的内山小二郎卸下了侍从武官长的职务，并在隔年的1924年（大正12年）3月23日转入预备役。
1926年（大正14年）4月1日，内山进一步转入后备役，然后于一年后的1929年（昭和4年）4月1日正式退休。
太平洋战争后期，日本本土面领着美军飞机日益频繁的轰炸。内山小二郎也同家人被疏散到了外地。1945年（昭和20年）2月14日，内山于疏散期间在爱知县西加茂郡去世。 去世当日，内山获当局追授勋一等旭日桐花大绶章。去世后，内山被安葬在东京的青山灵园。

## 人物形象
许多陆士旧三期后来升任中将和大将的军官都认内山小二郎和柴五郎位他们的好友。纵使上原勇作是陆士旧三期所有人里毫无疑问的领袖，但内山和柴五郎两人也依然是那一届的中心人物。在军人之间，被性格各异的人异口同称为朋友是一件很不多见的事情。此外，内山和柴五郎两人都寿命很长，以至于能够在包括秋山好古等好友生命的最后时刻陪伴他们。

## 亲族
内山小二郎的妻子是贵族院院议员、吴镇守府兵器部部长田中恒纲海军中将的女儿。
小二郎的的哥哥内山定吾原本也是陆军炮兵少尉，因参加西南战争后对时况不满而煽动军内将校发动竹桥暴乱而被流放。
内山小二郎的长子荣太郎被过继给成为其哥哥内山定吾作为养嗣子。内山荣太郎与父亲一样投身行伍，曾担任第15方面军、第3军和第12军司令，一路晋升为中将。除了长子以外，他的次子内山雄二郎是陆士第26期毕业，官至大尉；三儿子御三郎陆士第29期毕业，官至大佐。三个女儿分别嫁给了海军大将远藤喜一、海军大佐山路一行和陆军大佐奥野一雄。

## 荣誉
位阶
- 1880年（明治13年）5月31日 - 正八位[5]
- 1883年（明治16年）4月9日 - 从七位[5]
- 1886年（明治19年）11月27日 - 正七位[5] [6]
- 1891年（明治24年）12月28日 - 从六位[5] [7]
- 1895年（明治28年）3月14日 - 正六位 [5] [8]
- 1897年（明治30年）10 月 30 日 - 从五位[5] [9]
- 1901年（明治34年）9月30日 - 正五位 [5] [10]
- 1906年（明治39年）10月20日 - 从四位[5] [11]
- 1909年（明治42年）3月1日 - 正四位 [5] [12]
- 1912年（明治45年）3月20日 - 从三位[5] [13]
- 1915年（大正4年） 8月20日 - 正三位[5] [14]
- 1920年（大正9年）8月30日 - 从二位[5] [15]
- 1923年（大正12年）4月20日 - 正二位[16]

日本勋章与爵位
- 1889年（明治22年）11月29日 - 大日本帝国宪法颁布纪念章[17]
- 1893年（明治26年）5月26日 - 勋六等瑞宝章[18]
- 1895年（明治28年）
  - 9月20日 - 单光旭日章，功四级金鵄勋章[19]
  - 11月18日 - 明治二十七八年从军记章[20]
- 1896年（明治29年）11月25日 - 勋五等瑞宝章[21]
- 1902年（明治35年）5 月 31 日 - 勋四等瑞宝章[22]
- 1904年（明治37年）11 月 29 日 - 勋三等瑞宝章[23]
- 1906年（明治39年）4月1日 -  功二级金鵄勋章、勋二等旭日重光章、 明治三十七八年从军记章[24]
- 1914年（大正3年）5月16日 - 勋一等瑞宝章[25]
- 1915年（大正4年）
  - 11 月 7 日 - 勳一等旭日大綬章，大正三四年从军记章[26]
  - 11月10日 - 大礼纪念章[27]
- 1920年（大正9年）11月1日 - 大正三年至九年从军纪念章[28]，战捷记章[29]
- 1921年（大正10年）11月26日 - 男爵[5]
- 1945年（昭和20年）2月14日- 旭日桐花大授章[30]

外国勋章
- 1902年（明治35年）6月4日 - 法兰西共和国：司令级荣誉军团勋章[31]
- 1908年（明治 41年）7月1日- 俄罗斯帝国：一级斯坦尼斯拉斯勋章[32]
- 1916年（大正5年）10月29日 - 俄罗斯帝国：白鹰勋章[33]